# Zone (roman)
Zone est un roman de Mathias Énard publié le 15 août 2008 aux éditions Actes Sud et ayant obtenu plusieurs prix, dont le prix Décembre la même année et le prix du Livre Inter l'année suivante.

## Résumé
Dans un train en Italie, entre Milan et Rome, long monologue à la première personne (une seule phrase de près de 500 pages, excepté durant les chapitres IV, XIII et XX, où s'intègrent des pages de l'ouvrage que lit le narrateur sur la guerre israélo-palestinienne) d'un homme qui change de vie et d'identité, après avoir travaillé dans des services de renseignements, sur l'Algérie puis sur le Proche-Orient.

## Analyse

### Fond du roman
- Selon l'auteur : « J'ai voulu faire une épopée contemporaine. »[3]
- Pour Grégoire Leménager, du Nouvel Observateur : « Zone est le soliloque fiévreux et halluciné, torturé de mille souvenirs infernaux, d'un homme bringuebalé dans le wagon surchauffé qui l'emmène de Milan à Rome. », et « Son livre n'est pas un roman, c'est un train fantôme, peuplé de crimes contre l'humanité, de viols et d'écrivains aux pulsions violentes (William Burroughs, Malcolm Lowry, James Joyce...). »[4]
- Pour Robert Solé, du journal Le Monde : « Ayant recueilli divers témoignages de combattants, en ex-Yougoslavie, au Liban et ailleurs, Mathias Enard a voulu « raconter l'espace méditerranéen » avec son cortège ininterrompu de violences », et « Mathias Enard raconte une multitude d'histoires sordides ou poignantes, par petits bouts, et les raconte bien. »[3]

### Forme du roman

#### Le monologue
Le monologue s'étend d'une seule phrase de près de 500 pages. Selon l'auteur : « La forme est née du récit. J'avais une masse énorme de documents, d'interviews, de choses à raconter. Je ne savais comment les ordonner. J'ai finalement trouvé la voix du narrateur : cette longue phrase, qui donne l'unité au livre, m'a porté. Une manière de maintenir tous les récits dans un seul moment, comme le temps lui-même. ».

#### Coupure du monologue
Trois chapitres (les chapitres IV, XIII et XX) viennent briser la longue phrase narrative du personnage principal. Pour l'auteur : « L’apparition du roman de Rafaël Kahla que le personnage lit dans le train correspond à un double choix. D’abord, je voulais briser le monologue intérieur de Francis ; je ne voulais pas que le lecteur s’y habitue à tel point qu’il en oublie, précisément, l’étrangeté, le rythme, la couleur de ces phrases. Il fallait le décontenancer en revenant à une narration plus objective, en troisième personne, avec un rythme plus descriptif qu’introspectif. D’autre part, je voulais parler d’une femme combattante, montrer que la guerre n’est plus, au XXe siècle, uniquement une affaire d’hommes. »

#### Les kilomètres parcourus
« Les pages du livre correspondent exactement aux kilomètres parcourus » par le narrateur, entre Milan et Rome. Neuf parties ponctuent le roman selon les principales villes italiennes traversées, et vingt-quatre chapitres le composent.

### Hommages
Deux citations en langue anglaise originale du poète Ezra Pound ouvrent et ferment le roman, poète dont la vie est évoquée à plusieurs reprises dans l'ouvrage.
La seconde épigraphe, en français, est d'un autre poète, Yehuda Amichaï.

### Proximité littéraire
Par sa forme, un long monologue dans un train, ce livre peut se rapprocher d'un autre roman ferroviaire français : La Modification de Michel Butor, publié en 1957 :
- « Cinquante ans après La Modification de Michel Butor, le nouveau roman de Mathias Enard compose un palimpseste ferroviaire en vingt-quatre “chants” conduits d’un seul souffle. »[9]
- « En train [..] comme l'avait fait il y a cinquante ans Michel Butor dans La Modification. »[10]

## Prix et distinctions
Le roman a reçu de nombreux prix littéraires :
- Prix Décembre 2008
- Prix du Livre Inter 2009
- Prix Candide 2008
- Bourse Thyde-Monnier SGDL 2008
- Prix Cadmous 2008
- Prix Initiales 2009

## Éditions
- Mathias Énard, Zone, Arles, Actes Sud, coll. « Domaine français », 20 août 2008, 516 p., 24 cm (ISBN 978-2-7427-7705-1, BNF 41296755).
- Mathias Énard, Zone, Arles, Actes Sud, coll. « Babel » (no 1020), août 2010, 516 p., 18 cm (ISBN 978-2-7427-9302-0, BNF 42259141)